# Good Old Zoot
Good Old Zoot è un album di Zoot Sims, pubblicato dalla New Jazz Records nel 1962.

## Tracce
Lato A
1. Howdy Podner (Bill Holman) – Registrato il 16 luglio 1954 a Hollywood, California
2. Indian Summer (Al Dubin, Victor Herbert) – Registrato il 16 luglio 1954 a Hollywood, California
3. Leavin' Town (Lee Jarvis, Joseph Meissner) – Registrato il 15 marzo 1950 a New York City, New York
4. Flyin' the Coop (Tiny Kahn) – Registrato il 15 marzo 1950 a New York City, New York

Lato B
1. Toot N°2 (Bill Holman) – Registrato il 16 luglio 1954 a Hollywood, California
2. What's New? (Johnny Burke, Bob Haggart) – Registrato il 16 luglio 1954 a Hollywood, California
3. Hot Dog (Zoot Sims) – Registrato il 15 marzo 1950 a New York City, New York
4. So What (Gerry Mulligan) – Registrato il 15 marzo 1950 a New York City, New York

## Musicisti
A1, A2, B1 e B2
- Zoot Sims - sassofono tenore
- Stu Williamson - tromba, trombone a pistoni
- Kenny Drew - pianoforte
- Ralph Peña - contrabbasso
- Jimmy Pratt - batteria

A3, A4, B3 e B4
- Zoot Sims - sassofono tenore
- Georgie Auld - sassofono tenore
- Gerry Mulligan - sassofono baritono
- Charlie Kennedy - sassofono alto
- Don Ferrara - tromba
- Howard McGhee - tromba
- Al Porcino - tromba
- J.J. Johnson - trombone
- Kai Winding - trombone
- Tony Aless - pianoforte
- Chubby Jackson - contrabbasso
- Don Lamond - batteria[2]